# Stoborough
Stoborough – wieś w Anglii, w hrabstwie Dorset, w dystrykcie (unitary authority) Dorset. Leży 24 km na wschód od miasta Dorchester i 167 km na południowy zachód od Londynu.